# Liste der Bodendenkmale in Beeskow
Die Liste der Bodendenkmale in Beeskow enthält alle Bodendenkmale der brandenburgischen Gemeinde Beeskow und ihrer Ortsteile auf der Grundlage der Landesdenkmalliste vom 31. Dezember 2020.
Die Baudenkmale sind in der Liste der Baudenkmale in Beeskow aufgeführt.
| Gemarkung              | Flur                | Kurzansprache | Bodendenkmalnummer | Bemerkung | Bild |
| ---------------------- | ------------------- | --- | ------------------ | --------- | ---- |
| Beeskow (Lage)         | 20, 21, 22, 4, 5, 9 | Altstadt deutsches Mittelalter, Siedlung Bronzezeit, Altstadt Neuzeit | 90522              |           |      |
| Beeskow (Lage)         | 10, 20              | Brücke deutsches Mittelalter, Siedlung Bronzezeit, Siedlung Eisenzeit, Brücke Neuzeit, Siedlung slawisches Mittelalter, Straße deutsches Mittelalter, Burg deutsches Mittelalter, Straße Neuzeit, Schloss Neuzeit | 90591              |           |      |
| Beeskow (Lage)         | 10, 20              | Dorfkern deutsches Mittelalter, Siedlung Eisenzeit, Siedlung slawisches Mittelalter, Dorfkern Neuzeit, Siedlung Bronzezeit                                                                                        | 90740              |           |      |
| Beeskow (Lage)         | 2                   | Dorfkern deutsches Mittelalter, Dorfkern Neuzeit | 91020              |           |      |
| Beeskow (Lage)         | 10, 12, 13          | Dorfkern Neuzeit, Dorfkern deutsches Mittelalter | 91021              |           |      |
| Beeskow, Oegeln (Lage) | 3, 1                | Siedlung römische Kaiserzeit | 90540              |           |      |
| Bornow (Lage)          | 1                   | Siedlung Bronzezeit | 90523              |           |      |
| Bornow (Lage)          | 1                   | Gräberfeld Bronzezeit | 90524              |           |      |
| Bornow (Lage)          | 1                   | Siedlung Bronzezeit | 90525              |           |      |
| Bornow (Lage)          | 1                   | Siedlung Bronzezeit | 90526              |           |      |
| Bornow (Lage)          | 1                   | Siedlung Bronzezeit | 90527              |           |      |
| Bornow (Lage)          | 1                   | Dorfkern deutsches Mittelalter, Dorfkern Neuzeit | 90528              |           |      |
| Kohlsdorf (Lage)       | 1                   | Gräberfeld Bronzezeit | 90514              |           |      |
| Kohlsdorf (Lage)       | 3                   | Siedlung Neolithikum | 90529              |           |      |
| Kohlsdorf (Lage)       | 2                   | Gräberfeld Bronzezeit | 90530              |           |      |
| Kohlsdorf (Lage)       | 1                   | Dorfkern deutsches Mittelalter, Dorfkern Neuzeit, Siedlung Neolithikum | 90531              |           |      |
| Kohlsdorf (Lage)       | 2                   | Siedlung Bronzezeit | 90532              |           |      |
| Krügersdorf (Lage)     | 2, 3                | Dorfkern deutsches Mittelalter, Dorfkern Neuzeit | 90533              |           |      |
| Oegeln (Lage)          | 1                   | Siedlung Steinzeit | 90537              |           |      |
| Oegeln (Lage)          | 1                   | Steinkreuz deutsches Mittelalter | 90538              |           |      |
| Oegeln (Lage)          | 1, 2                | Dorfkern deutsches Mittelalter, Dorfkern Neuzeit | 90539              |           |      |
| Oegeln ()              | 2, 3, 4             | Dorfkern deutsches Mittelalter, Dorfkern Neuzeit | 90690              |           |      |
| Oegeln ()              | 1, 2                | Mühle deutsches Mittelalter, Mühle Neuzeit | 90691              |           |      |
| Radinkendorf (Lage)    | 1                   | Siedlung Steinzeit | 90452              |           |      |
| Radinkendorf (Lage)    | 1                   | Siedlung Bronzezeit, Rast- und Werkplatz Mesolithikum | 90573              |           |      |
| Radinkendorf (Lage)    | 2                   | Rast- und Werkplatz Mesolithikum | 90574              |           |      |
| Radinkendorf (Lage)    | 2                   | Dorfkern deutsches Mittelalter, Dorfkern Neuzeit | 90575              |           |      |
| Schneeberg (Lage)      | 1, 3                | Kultstätte Bronzezeit | 90534              |           |      |
| Schneeberg (Lage)      | 2                   | Dorfkern deutsches Mittelalter, Dorfkern Neuzeit | 90535              |           |      |
| Schneeberg (Lage)      | 2                   | Einzelfund Neuzeit, Siedlung Urgeschichte, Einzelfund deutsches Mittelalter | 90536              |           |      |